# Cantón de Tence
El cantón de Tence era una división administrativa francesa, que estaba situada en el departamento de Alto Loira y la región de Auvernia.

## Composición
El cantón estaba formado por seis comunas:
- Chenereilles
- Le Chambon-sur-Lignon
- Le Mas-de-Tence
- Mazet-Saint-Voy
- Saint-Jeures
- Tence

## Supresión del cantón de Tence
En aplicación del Decreto nº 2014-162 de 17 de febrero de 2014, el cantón de Tence fue suprimido el 22 de marzo de 2015 y sus 6 comunas pasaron a formar parte; cuatro del nuevo cantón de Bouzières y dos del nuevo cantón de Mézenc.